# Akogi na futaritabi daze!! Dai 1 Shou
Akogi na futaritabi daze!! Dai 1 Shou é um álbum ao vivo de Hironobu Kageyama e Masaaki Endoh lançado pela Lantis em 6 de fevereiro de 2002. Contém 2 CDs com 11 músicas cada, incluindo sucessos das carreiras solo de ambos, até mesmo de ex-bandas, como a LAZY. 

## Produção
Endoh atuava como vocal de apoio nos shows de Kageyama, mas logo se juntaram e, em 1997, fundaram a dupla Koutetsu Kyodai (algo como "irmãos de metal"), e fizeram várias músicas juntos. Em 2000, fundaram o JAM Project com Ichiro Mizuki e Eizo Sakamoto. Nesse mesmo ano, gravaram o álbum Akogi na futaritabi daze!!, saindo em turnê para divulgá-lo no ano seguinte. Foram as gravações desta turnê que resultaram neste álbum ao vivo duplo.

## Recepção
O CD Journal escreveu que este álbum é a boa culminação dos shows acústicos realizados pela dupla em 2001.

## Legado
É o único registro fonográfico oficial da música "Zorro", cantada por Endoh na abertura do anime Kaiketsu Zorro, já que ela nunca foi lançada como single.

## Faixas
| CD1            |                                                                          |                  |                     |                  |         |  |
| N.º            | Título                                                                   | Letras           | Música              | Arranjo          | Duração |  |
| 1.             | "Brave Heart" (de Bakusou Kyoudai Let's & Go!! MAX)                      | Gouji Tsuno      | G. Tsuno            | Kageyama e Endoh | 4:30    |  |
| 2.             | "Kaze ni Nare" (do JAM Project, de éX-Driver)                            | Karen Shiina     | Masashi Chizawa     | Kageyama e Endoh | 4:10    |  |
| 3.             | "Akogi na futaritabi daze!!" (de Akogi na futaritabi daze!!)             | Kageyama e Endoh | Kageyama e Endoh    | Kageyama e Endoh | 4:33    |  |
| 4.             | "Senshi yo, Tachiagare!" (de Cybaster)                                   | Tetsuo Kudoh     | Masatoshi Sakashita | Kageyama e Endoh | 5:37    |  |
| 5.             | "One Way" (do Koutetsu Kyodai)                                           | Takeshi Yokoyama | Yohgo Kohno         | Kageyama e Endoh | 6:24    |  |
| 6.             | "Kokoro wa Tamago" (de Choujin Sentai Jetman)                            | Toyohisa Araki   | G. Tsuno            | Kageyama e Endoh | 6:07    |  |
| 7.             | "Zorro" (de Kaiketsu Zorro)                                              | Satomi Arimori   | Hiromoto Tobisawa   | Kageyama e Endoh | 4:02    |  |
| 8.             | "Hitohira" (de Return of the Silent Möbius)                              | Chiaki Ogasawara | Kageyama            | Kageyama e Endoh | 5:24    |  |
| 9.             | "Legend of the Light" (do LAZY; de Angelique ~Seichi Yori Ai wo Komete~) | LAZY             | LAZY                | Kageyama e Endoh | 6:25    |  |
| 10.            | "Ai Ni Wa Ai Wo" (do LAZY)                                               | Yoshiko Miura    | Koji Makaino        | Kageyama e Endoh | 6:55    |  |
| 11.            | "Koko Kara FROM THE HOME PLANET EARTH" (de Dragon Ball Z)                | Sakiko Iwamuro   | Kenichi Sudo        | Kageyama e Endoh | 5:04    |  |
| Duração total: | Duração total:                                                           | Duração total:   | Duração total:      | Duração total:   | 59:10   |  |

| CD2            |                                                               |                    |                    |                  |         |  |
| N.º            | Título                                                        | Letras             | Música             | Arranjo          | Duração |  |
| 1.             | "Merry Christmas For…"                                        | Kageyama           | Kageyama           | Kageyama e Endoh | 5:18    |  |
| 2.             | "I'm in You" (de I'm in You)                                  | Kageyama           | Kageyama           | Kageyama e Endoh | 7:28    |  |
| 3.             | "Yuusha Oh Tanjou!" (de Yuusha Oh Gaogaigar)                  | Yoshitomo Yonetani | Kohei Tanaka       | Kageyama e Endoh | 5:16    |  |
| 4.             | "Kitto Aeru" (de Cybaster)                                    | Tetsuo Kudoh       | Toshiaki Yamazaki  | Kageyama e Endoh | 8:06    |  |
| 5.             | "My Dear" (de I'm in You)                                     | Kageyama           | Kageyama           | Kageyama e Endoh | 4:30    |  |
| 6.             | "Hikari no Kodomo" (de CYVOX)                                 | G. Tsuno           | G. Tsuno           | Kageyama e Endoh | 5:31    |  |
| 7.             | "Uchuu wa Bokura o Matte Iru" (de Akogi na futaritabi daze!!) | Kageyama           | Kageyama           | Kageyama e Endoh | 6:29    |  |
| 8.             | "Stardust Boys" (de Uchuusen Sagittarius)                     | Yuu Aku            | Kisaburo Suzuki    | Kageyama e Endoh | 3:40    |  |
| 9.             | "Cha-La Head-Cha-La" (de Dragon Ball Z)                       | Yukinojo Mori      | Chiho Kiyooka      | Kageyama e Endoh | 4:00    |  |
| 10.            | "Soldier Dream" (de Os Cavaleiros do Zodíaco)                 | Natsumi Tadano     | Hiroaki Matsuzawa  | Kageyama e Endoh | 3:34    |  |
| 11.            | "Blue Dream" (de Os Cavaleiros do Zodíaco)                    | Eiko Kyo           | Kageyama e K. Sudo | Kageyama e Endoh | 4:49    |  |
| Duração total: | Duração total:                                                | Duração total:     | Duração total:     | Duração total:   | 59:06   |  |